# Relations entre Cuba et Haïti
Les relations Cuba-Haïti font référence aux relations diplomatiques entre la république de Cuba et la république d'Haïti. Cuba a une ambassade à Port-au-Prince et Haïti a une ambassade à La Havane. 

## Histoire
En 1959, Cuba et Haïti ont rompu leurs relations diplomatiques sous la dictature de François « Papa Doc » Duvalier. Duvalier a rompu ses relations d’abord après que l’Organisation des États américains a exhorté ses états membres à rompre leurs liens avec Cuba après que Fidel Castro eut pris le contrôle du pays. En 1977, malgré l'absence de relations diplomatiques officielles, les nations des Caraïbes ont signé un accord de frontière maritime entre Cuba et Haïti établissant la frontière maritime officielle dans le passage au vent. Jean-Bertrand Aristide et Fidel Castro sont convenus de rétablir les relations en 1997 et plus tard au cours de cette même année, une ambassade de Cuba a ouvert ses portes à Port-au-Prince. 

## Aide et développement
Depuis l'ouragan Georges, Cuba a envoyé une aide médicale en Haïti sous la forme de médecins, de fournitures médicales et de fournitures scolaires. Plus de 3 000 médecins ont été envoyés en Haïti depuis 1998 et ont formé 550 Haïtiens à la faculté de médecine latino-américaine de La Havane. 567 Haïtiens étudient actuellement à l'ELAM depuis 2010. De 1998 à 2010, Cuba a pratiqué plus de 207 000 interventions chirurgicales, redonné la vue à 45 000 malades, réalisé 14,6 millions consultations médicales, appris à lire à 100 000 personnes et aidé à la naissance de 100 000 enfants. À la suite du tremblement de terre en Haïti en 2010, Cuba a été l'un des premiers intervenants à envoyer des équipes médicales examiner des centaines de milliers de patients et réaliser plus de 70 000 interventions chirurgicales. L'aide médicale de Cuba a permis de constater une évolution de la mortalité infantile et de l'espérance de vie en Haïti,.

## Haïtiens à Cuba
Les Cubains haïtiens sont au nombre de 300 000 à Cuba, le créole haïtien étant la deuxième langue la plus parlée du pays. Beaucoup sont arrivés ces dernières années en raison de catastrophes naturelles en Haïti. 